# Epipsilia latitans
Epipsilia latitans är en fjärilsart som beskrevs av Achille Guenée 1852. Epipsilia latitans ingår i släktet Epipsilia och familjen nattflyn. Inga underarter finns listade i Catalogue of Life.